# Praštevilski dvojček
Práštevílski dvójček v matematiki predstavljata dve praštevili katerih razlika je enaka 2. Razen pri paru (2, 3) je to najmanjša možna razlika med dvema prašteviloma. Zgledi praštevilskih dvojčkov so (5, 7), (11, 13) in (821, 823).
Vprašanje ali obstaja neskončno mnogo praštevilskih dvojčkov je že vrsto let eno od velikih odprtih vprašanj v teoriji števil. O tem govori domneva praštevilskih dvojčkov. Stroga oblika te domneve, Hardy-Littlewoodova domneva, obravnava porazdelitveni zakon, podoben zakonu iz praštevilskega izreka. Leta 2004 je Richard Arenstorf z Vanderbiltove univerze v Nashvilleu, Tennessee, ki je pred tem delal za Naso, v članku na 38. straneh podal dokaz, da obstaja neskončno mnogo praštevilskih dvojčkov, vendar je mesec dni kasneje Michel Balazard z Univerze v Bordeauxu pokazal na napako v lemi 8, in Arenstorf je moral umakniti dokaz.
S pomočjo svojega sejalnega postopka je norveški matematik Viggo Brun pokazal, da je število praštevilskih dvojčkov, manjše od x enako << x/(log x)2. Ta rezultat kaže na to, da vsota obratnih vrednosti vseh praštevilskih dvojčkov konvergira (Brunova konstanta). To je velika razlika od vsote obratnih vrednosti vseh praštevil, ki divergira. Brun je tudi pokazal, da lahko vsako število predstavimo na neskončno mnogo načinov kot razliko dveh števil, ki imata največ 9 prafaktorjev. Izrek Čena Jingruna iz leta 1966 pravi, da za vsako sodo število m obstaja neskončno mnogo praštevil, ki se razlikujejo za število z največ dvema prafaktorjema (polpraštevilo). Preden je Brun napadel problem praštevilskih dvojčkov, ga je tudi Jean Merlin poskušal rešiti s pomočjo sejalnega postopka, vendar so ga na žalost med 2. svetovno vojno ubili.
Vsak praštevilski dvojček večji od 3 je oblike (6n - 1, 6n + 1) za naravno število n, in z izjemo n = 1, se mora n končati na 0, 2, 3, 5, 7 ali 8.
Clement je leta 1949 dokazal, da je par praštevil m, m + 2 praštevilski dvojček tedaj in le tedaj, če velja:
{\displaystyle 4((m-1)!+1)=-m\mod (m(m+2))\!\,.}
To je lep rezultat, vendar skoraj brez praktične vrednosti.
Do leta 2004 je največji znan praštevilski dvojček 33218925 · 2169690 ± 1. Leta 2002 so ga odkrili Papp in sodelavci s prostima programoma Proth in NewPGen. Število ima 51090 števk.
Empirična analiza vseh praštevilskih dvojčkov do 4,35 · 1015 kaže, da je število takšnih dvojčkov manjše od x enako x·f(x)/(log x)2, kjer je f(x) približno 1,7 za majhne x in se zmanjša na približno 1,3, ko x teži proti neskončnosti. Mejna vrednost f(x) je domnevno enaka vrednosti, zapisani s konstanto praštevilskih dvojčkov:
{\displaystyle 2\prod _{\textstyle {p\geq 3 \atop p\in \mathbb {P} }}\left(1-{\frac {1}{(p-1)^{2}}}\right)=1,320323631693\ldots \!\,,} (OEIS A114907)
Ta domneva bi vsebovala domnevo praštevilskih dvojčkov, vendar ostaja nerazrešena.

## Prvih 100 praštevilskih dvojčkov
```
    (3,   5),   (5,     7),   (11,   13),   (17,   19),  (29,    31),   (41,   43),   (
59
,   61), 
   (71,  73), (
101
,   
103
),  (107,  109),  (137,  139), (
149
,   151),  (179,  181),  (191,  193),
  (197, 199), (227,   229),  (239,  241),  (269,  
271
), (281,   
283
),  (311,  313),  (347,  349),
  (419, 421), (431,   433),  (
461
,  
463
),  (521,  523), (569,   571),  (599,  601),  (
617
,  
619
),
  (641, 643), (659,   661),  (
809
,  
811
),  (821,  823), (827,   829),  (857,  859),  (881,  883),
(1019, 1021), (1031, 1033), (1049, 1051), (1061, 1063), (1091, 1093), (1151, 1153), (1229, 1231),
(1277, 1279), (1289, 1291), (1301, 1303), (1319, 1321), (1427, 1429), (1451, 1453), (1481, 1483),
(1487, 1489), (1607, 1609), (1619, 1621), (1667, 1669), (1697, 1699), (1721, 1723), (1787, 1789),
(1871, 1873), (1877, 1879), (1931, 1933), (1949, 1951), (1997, 1999), (2027, 2029), (2081, 2083), 
(2087, 2089), (2111, 2113), (2129, 2131), (2141, 2143), (2237, 2239), (2267, 2269), (2309, 2311),
(2339, 2341), (2381, 2383), (2549, 2551), (2591, 2593), (2657, 2659), (2687, 2689), (2711, 2713),
(2729, 2731), (2789, 2791), (2801, 2803), (2969, 2971), (2999, 3001), (3119, 3121), (3167, 3169),
(3251, 3253), (3257, 3259), (3299, 3301), (3329, 3331), (3359, 3361), (3371, 3373), (3389, 3391), 
(3461, 3463), (3467, 3469), (3527, 3529), (3539, 3541), (3557, 3559), (3581, 3583), (3671, 3673), 
(3767, 3769), (3821, 3823), ...
```

Vsi manjši člani praštevilskih dvojčkov so tudi Čenova praštevila, vsa Čenova praštevila pa niso vedno člani praštevilskih dvojčkov.
Le nekatera praštevila iz dvojčkov, oziroma le nekateri dvojčki so iregularna praštevila (označena krepko).

## Neskončni verižni ulomek
Konstanta neskončnega verižnega ulomka za praštevilske dvojčke je:
{\displaystyle u_{2}=[0;3,5,5,7,11,13,17,19,29,31,41,43,\ldots ]=0,31323308098\ldots \!\,,} (OEIS A247856).